# Neozoanthidae
Neozoanthidae es una familia de animales marinos que pertenecen al orden Zoantharia de la clase Anthozoa.
Sus especies tienen una estructura similar a la de la anémona marina, con la característica de tener incrustaciones parciales de arena o detritus en el ectodermo, raramente en la mesoglea, y sin incrustaciones en el extremo oral de los pólipos.
Su único género es Neozoanthus Herberts, 1972.